# 快克殺手
《快克殺手》（英語：Crank）是一部2006年美國動作片，由馬克·奈維代和布萊恩·泰勒共同執導和編劇，同時也是兩人的導演處女作；主演包括傑森·史塔森、艾咪·史瑪特和霍塞·帕布羅·坎蒂羅。故事描述洛杉磯的英國殺手契夫·切里奧斯（Chev Chelios，史塔森飾演）遭人下毒，使得他必須不斷地讓體內的腎上腺素流動，以維持生命。他為此透過吸毒和打架等方法來實現這一點，同時他也得找出陷害自己的人。
奈維代和泰勒出於對製作電影的渴望而編寫了《快克殺手》的劇本，包含布萊德·彼特和克里斯·洛克在內的知名演員拒絕後，最後由史塔森答應接演。主要拍攝在洛杉磯進行，預算達1200萬美元；史塔森在片中的特技場景皆由他本人親自上陣完成，而未使用鋼絲和CGI。
《快克殺手》由獅門定於2006年9月1日美國上映，並在影評界收穫的評價褒貶不一，大多的批評集中於其低俗和冒犯人的橋段，但拍攝技巧和娛樂效果則獲得了一致的肯定；該片在商業表現上取得了成功，全球票房總計超過4290萬美元。《快克殺手》也在日後成為了史塔森主演的電影中備受歡迎的作品。續集《快克殺手2：極速電擊》於2009年推出。

## 劇情
居住於洛杉磯的英國殺手契夫·切里奧斯在卡雷托領導的犯罪集團工作。三合會的黑幫老大唐·金一直在侵犯卡雷托的事業，使卡雷托委託切里奧斯去暗殺對方，切里奧斯似乎也下了手。
但心懷不軌的罪犯瑞奇·維羅納藉此機會與卡雷托合謀。他企圖殺死切里奧斯，以防止三合會前來報復，後再取代切里奧斯的位置。唐·金死後的隔天早上，當切里奧斯在他的公寓裡睡覺時，維羅納和他的哥哥亞歷克斯闖入，並向切里奧斯注射了一種中國合成藥物，該藥物可抑制腎上腺素的流動、減慢心臟的跳動並最終殺死受害者。切里奧斯醒來後發現了維羅納留下的影像，其中顯示了他的所作所為。氣憤的切里奧斯砸了電視然後走了出去。切里奧斯致電給黑幫外科醫生邁爾斯醫生，對方告訴他，他必須在興奮和危險的情況下保持腎上腺素的流動才能維持生命，且他不確定解毒劑是否存在。切里奧斯透過一連串的冒險和鬥毆來維持自己的腎上腺素，包括與其他黑幫打架、輕率駕駛和騎摩托車、服用非法藥物和合成腎上腺素、與警察打架以及與女友伊芙做愛。
切里奧斯在一間頂級公寓的樓頂拜訪了卡雷托，請他幫助找到解毒劑，以及找到並殺死維羅納及其同夥。但卡雷托卻說沒有解毒劑，僅證實了自己正在和維羅納合作。卡雷托告訴切里奧斯，他將利用死去的切里奧斯來成為對中國人交代的替罪羔羊。憤怒的切里奧斯離開後去找維羅納，他透過易裝癖者凱洛在一家餐館找到亞歷克斯並殺死了他。切里奧斯用亞歷克斯的手機致電給維羅納，並告訴他哥哥的死，促使維羅納為了復仇而派人去襲擊伊芙；切里奧斯及時擊退維羅納的手下後，他向女友透露自己的真正職業，並打算退休以花更多時間陪伴她。
被卡雷托手下綁架的凱洛被迫打給切里奧斯，並告訴他維羅納在三合會倉庫中。切里奧斯前往那裡時卻只見凱洛的屍體，這使他帶著伊芙邊逃脫編制伏追兵。切里奧斯和伊芙前往邁爾斯醫生的住所，對方解釋說無法幫他治愈。得知自己大限將至，切里奧斯決定向維羅納報仇，並安排在一家市區酒店與他會面。
切里奧斯來到酒店的屋頂會面了維羅納和卡雷托及其手下。卡雷托打算用一支裝有與維羅納的相同毒藥的注射器來殺死切里奧斯。此時，當時被切里奧斯放過一命的唐·金帶著三合會手下們現身幫助切里奧斯，並與卡雷托等人發生槍戰。在戰鬥中，唐·金和卡雷托的人馬大多死去，而卡雷托試圖用自己的直昇機逃脫，但被切里奧斯用槍逼他下來。此時，維羅納偷偷溜到後面並用注射器為切里奧斯注射，後再槍殺了卡雷托，試圖自己搭直昇機逃脫。
切里奧斯起身後及時登上直昇機並與維羅納展開纏鬥。經過一番掙扎，切里奧斯將維羅納拉出直昇機並在空中掐死了他。墜落時，切里奧斯致電給伊芙，致電為自己不再歸來而道歉。最後，切里奧斯撞上一輛汽車，從汽車上彈起後掉落至馬路上；他的鼻孔張開、眨眼且能聽見兩聲心跳，暗示他的腎上腺素仍在流動。

## 演員
- 傑森·史塔森飾演契夫·切里奧斯（Chev Chelios）[3][7]
- 艾咪·史瑪特飾演伊芙·萊登（Eve Lydon）[3][7]
- 霍塞·帕布羅·坎蒂羅（英语：Jose Pablo Cantillo）飾演瑞奇·維羅納（Ricky Verona）[3][7]
- 卡洛斯·桑斯（英语：Carlos Sanz）飾演卡雷托（Carlito）[3][7]
- 杜威·約肯（英语：Dwight Yoakam）飾演邁爾斯醫生（Doc Miles）[3][7]
- 艾弗林·拉米雷茲（英语：Efren Ramirez）飾演凱洛（Kaylo）[3][7]
- 奇恩·杨飾演唐·金（Don Kim）[3][7]
- 雷諾·威爾森（英语：Reno Wilson）飾演奧蘭多（Orlando）[3][7]
- 山繆·維特威飾演槍戰的黨羽之一[2][7]

## 製作
編導組合馬克·奈維代和布萊恩·泰勒出自對製作電影的渴望，而開始構思一部「注意力缺失」（ADD）的電影。奈維代表示：「我們想拍一部像電子遊戲一樣的電影。」泰勒補充：「《快克殺手》是部終極電影，一部瘋狂的電影。」
《快克殺手》的劇本於2003年完成，最初是為強尼·諾克斯威爾所量身打造，奈維代表示在看過諾克斯威爾出演的《無厘取鬧》系列後將他視為「美國的非法分子」。但當奈維代與泰勒完成劇本並打算向諾克斯威爾提出邀約時，公司取得該項目時，他們改找上了布萊德·彼特。雖然對方喜歡它，但最後仍婉拒。之後，湖岸娛樂建議他們去找在主持界和電影圈相當出名的克里斯·洛克。但洛克拒絕後，奈維代等人當時打算放棄，直到湖岸再次嘗試製作該片。最後，他們找上了傑森·史塔森，以一手海尼根讓他答應，雖然史塔森向導演們聲稱「他並不好笑」。對於主角契夫·切里奧斯（Chev Chelios），泰勒表示：「他本該是洛杉磯的人。」「我們從不認為他是一個英國人。我們經歷了很多美國演員，試圖找到一位像1970年代那些具有令人信服的韌性的心愛演員——如史提夫·麥昆和羅伊·謝德這些狠帥哥。我們沒有他們在這，再也不會了。」
主要拍攝在洛杉磯進行，於2005年10月27日開拍。奈維代與泰勒在拍攝時使用了「a」和「b」攝影機，其中一台用於拍攝廣角鏡頭，而另一台則用於特寫鏡頭。史塔森在片中的打鬥戲和飛車特技皆由他本人親自上陣完成，包括與維羅納（Verona，霍塞·帕布羅·坎蒂羅飾演）在距洛杉磯3000英尺高的直昇機上的搏鬥；且片中的特技場景完全沒有使用鋼絲和CGI。奈維代與泰勒還身兼攝影機操作員和片場的打光，他們以一種創新的方法來拍攝電影——「滾輪式手推車」，那就是將攝影機架在溜冰鞋和摩托車上，能任意移動鏡頭而不受到電纜線的拘束來拍出HDV的格式。片中有著許多大場面，如主角契夫身穿病人服穿越西木區的街頭、契夫和伊芙·萊登（Eve Lydon，艾咪·史瑪特飾演）在唐人街的性愛場景、汽車在一間洛杉磯購物中心的追逐戲，但由於不能花費過多的預算，使製片方都先勘查過溫哥華、蒙特利爾、新墨西哥州等地；對此，導演們很有禮貌但堅定地表示：「看起來，我們必須搞清楚要如何在洛杉磯做到這些。」

## 音樂
| 評論得分 | 評論得分 |
| 來源     | 評分     |
| -------- | -------- |
| AllMusic | [ 13 ]   |

《快克殺手》的配樂由作曲家保羅·哈斯林格負責編曲，電影原聲帶於2006年8月22日發行。
| 曲目列表 | 曲目列表               | 曲目列表                                   | 曲目列表 |
| 曲序     | 曲目                   | 演奏者／演唱者                             | 时长     |
| -------- | ---------------------- | ------------------------------------------ | -------- |
| 1.       | A Warrior's Death      |                                            | 0:13     |
| 2.       | 金屬萬歲               | 悄聲暴動合唱團                             | 5:16     |
| 3.       | Nasal Spray            |                                            | 0:06     |
| 4.       | Trix Are for Kids      | The Crowd                                  | 0:49     |
| 5.       | You Stop, You Die      |                                            | 0:04     |
| 6.       | Bandera                | Control Machete                            | 4:30     |
| 7.       | Small Children         |                                            | 0:06     |
| 8.       | New Noise              | Refused                                    | 5:04     |
| 9.       | Chinese Sh*t           |                                            | 0:04     |
| 10.      | China Town             | 保羅·哈斯林格                              | 1:25     |
| 11.      | Hardcore Sh*t          |                                            | 0:05     |
| 12.      | Kill All The White Man | NOFX                                       | 2:46     |
| 13.      | Vitamin                | Incubus                                    | 0:04     |
| 14.      | Dipsy Doodle           |                                            | 2:47     |
| 15.      | Everybody's Talkin     | 哈利·尼爾森                                | 0:07     |
| 16.      | Adrenaline Junkie      |                                            | 5:33     |
| 17.      | Turn Me Loose          | 愛情少年合唱團                             | 0:57     |
| 18.      | Haitian Cab Ride       | 保羅·哈斯林格                              | 2:54     |
| 19.      | Achy Breaky Heart      |                                            | 0:57     |
| 20.      | Check List             |                                            | 0:13     |
| 21.      | Adrenalina             | 大衛·羅拉斯（David Rolas）                            | 4:04     |
| 22.      | I Kill People          |                                            | 0:09     |
| 23.      | Bring Us Bullets       | Rocket from the Crypt                      | 3:12     |
| 24.      | Eve's Machine          |                                            | 0:11     |
| 25.      | Let's Get It On        | 傑拉德·萊弗特                              | 4:25     |
| 26.      | Does She Know?         | 保羅·哈斯林格                              | 0:46     |
| 27.      | Stayin' Alive          | The Sleeping                               | 4:25     |
| 28.      | How Much?              |                                            | 0:04     |
| 29.      | Meva Juan              | 羅伯托·托斯卡納（Roberto Tuscan）與艾莉卡·賈西亞（Erica Garcia）合唱 | 0:55     |
| 30.      | Juice Me               |                                            | 0:24     |
| 31.      | Guasa, Guasa           | 泰戈·卡德龍                                | 5:17     |
| 32.      | It's a Miracle         |                                            | 0:05     |
| 33.      | Miracles               | 杰佛逊星船                                 | 6:51     |
| 总时长： | 总时长：               | 总时长：                                   | 1:03:50  |

## 發行

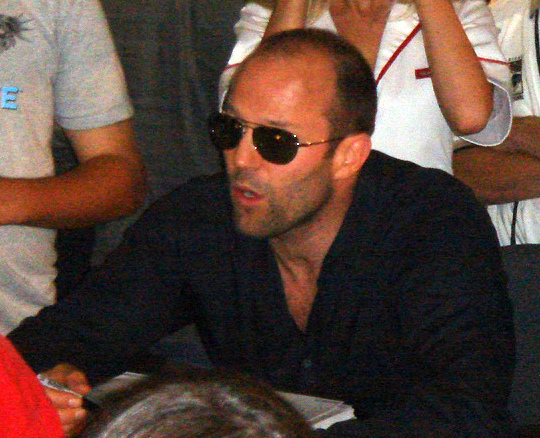
傑森·史塔森出席2006年圣地亚哥国际漫画展

《快克殺手》於2006年9月1日在美國上映，由獅門發行。導演奈維代與泰勒及史塔森為宣傳該片而出席於2006年舉辦的圣地亚哥国际漫画展，並放映了一支宣傳短片。製片商還使用網絡廣告來廣泛地宣傳電影。此外，由於片中含有各種反道德的橋段（如髒話、暴力等），使獅門未在《快克殺手》正式上映前對影評人舉行試映會。同於2006年，SilverBirch Studios為《快克殺手》推出了一款同名的Java ME遊戲。

## 迴響

### 評價
《快克殺手》整體獲得了褒貶不一的評價。匯總媒體網站爛番茄基於94條評論，該片持有61%的新鮮度，平均評分為5.92／10；該網站共識：「《快克殺手》的強攻風格和幸災樂禍可能會讓休閒的動作迷卻步，但傑森·史塔森對於將死抗爭的喧鬧競賽，令尋求大劑量腎上腺素的觀眾感到振奮。」而在Metacritic上根據19篇影評則獲得了57分（滿分100）。據CinemaScore的調查，觀眾的評價在A+至F平均落於「C+」，反應不佳。
《紐約每日新聞》的伊莉莎白·韋茲曼（Elizabeth Weitzman）給了《快克殺手》負面的評價，她在評論中寫道：「這是一個很有前途的概念，但反要付出更多的精力，如作為一個連貫的劇本，電影製作者懶惰地依靠廉價的剪輯技巧和強烈的施虐樂趣。」的詹姆斯·伯納汀內里給了該片兩星半的正面評價（滿分四星）並在評論中寫道：「對於那些喜歡這種無腦娛樂產物的人而言，《快克殺手》實現了這點。」
《鮑靈格林每日新聞》的麥可·康普頓（Micheal Compton）給予《快克殺手》的評價較為中等，稱其為2006年頗具視覺原創的電影，他發現導演擅於用時髦的攝影機角度、怪異的視覺效果和加速動作鏡頭來使觀眾身歷其境；但他也指出：「《快克殺手》最大的問題是醜惡的角色遍布整場，很難讓人對他們感興趣。」且片中某些場面也讓康普頓感到反感，如切利奧斯在唐人街中與女友做愛。
WWUH的山姆·哈奇（Sam Hatch）稱讚了史塔森和史瑪特在片中的表現，並認為該片無論在製作方向還是在密集的動作戲上非常地政治上不正確，「這是好兆頭，也許將來會有更多的垃圾動作或剝削動作片誕生。」
《快克殺手》也被認為是史塔森主演的電影中的佳作，在粉絲間獲得了推崇而具有邪典電影的地位。一些電影界人士將《快克殺手》及其續集《快克殺手2：極速電擊》選為最喜歡的史塔森電影，包括塞斯·羅根、魯伯特·葛林特、賽門·佩吉、詹姆斯·麥艾維、艾德格·萊特和蓋瑞斯·艾文斯。

### 票房
在北美，《快克殺手》於美國勞動節週末在2515間戲院上映，並以1045萬美元位居當週票房排名亞軍，僅次於《所向披靡》（1703萬美元）。該片在美國國內票房總計2783萬美元，加上國際市場的1509萬美元，總票房超過4290萬美元，對比1200萬美元的預算而言可謂成功。

### 獎項
| 獎項和提名       | 獎項和提名                 | 獎項和提名                     | 獎項和提名 | 獎項和提名 | 獎項和提名 |
| 獎項             | 類別                       | 得獎者或提名者                 | 結果       | 參考       |            |
| ---------------- | -------------------------- | ------------------------------ | ---------- | ---------- | ---------- |
| 金天鵝獎         | 金蠢貨獎年度最被低估的電影 | 《快克殺手》                   | 提名       | [ 32 ]     |            |
| 金天鵝獎         | 金蠢貨獎年度第三電影       | 《快克殺手》                   | 提名       | [ 32 ]     |            |
| 女性影評人協會獎 | 最冒犯人的男性角色         | 傑森·史塔森                    | 獲獎       | [ 33 ]     |            |
| 金牛座世界特技獎 | 最佳專業特技               | 麥可·尼斯（Michael Nicely）、西恩·葛拉罕（Sean Graham） | 獲獎       | [ 34 ]     |            |

## 家庭媒體
《快克殺手》DVD的區域2版本由獅門家庭娛樂於2006年12月26日發行，而區域1版本則發行於2007年1月9日；區域1DVD發行的首日就售出了140萬份，當週總計200萬份。DVD中還收錄了深度採訪、幕後花絮、拍攝畫面等額外內容，這些內容可使用特別的彈出窗口功能「模式」來觀看，而無需關掉正在播放的電影。獅門於2014年2月4日推出了《快克殺手》的藍光光碟，並於2019年5月21日再推出了包含4K超高畫質、藍光和數位版的雙碟版影碟。

## 續集
該片在票房上取得成功後，續集《快克殺手2：極速電擊》得以製作並於2009年推出；續集同由馬克·奈維代和布萊恩·泰勒編導、傑森·史塔森和艾咪·史瑪特主演。

## 備註
1. ↑  片名一詞取自甲基苯丙胺的俚語。
2. ↑  主角騎著摩托車兜圈子甩開警察。逃跑後，他站在摩托車上，最終撞到了一間露天咖啡館。

## 外部連結
- 互联网电影数据库（IMDb）上《快克殺手》的资料（英文）
- Box Office Mojo上《快克殺手》的資料（英文）
- 爛番茄上《快克殺手》的資料（英文）
- Metacritic上《快克殺手》的資料（英文）
- AllMovie上《快克殺手》的资料（英文）
- TCM电影资料库上《快克殺手》的资料（英文）
- 豆瓣电影上《快克殺手》的資料 （简体中文）